# (6435) Daveross
(6435) Daveross est un astéroïde de la ceinture principale, de la famille de Hungaria.

## Description
(6435) Daveross est un astéroïde de la ceinture principale, de la famille de Hungaria. Il présente une orbite caractérisée par un demi-grand axe de 1,92 UA, une excentricité de 0,06 et une inclinaison de 23,4° par rapport à l'écliptique.

## Compléments